# Giovanni Pallastrelli
Giovanni Pallastrelli Conte di Celleri (Piacenza, 2 dicembre 1881 – Gropparello, 9 luglio 1959) è stato un politico e agronomo italiano.
Eletto all'Assemblea Costituente nelle file della Democrazia Cristiana, venne confermato al Senato nella I e II legislatura.

## Biografia
Nasce in una nobile famiglia del piacentino, e intraprende gli studi di agraria, allievo di Ferruccio Zago. Si laurea presso l'Università di Bologna nel 1915 e ventenne si presta al servizio della cattedra ambulante di Piacenza.
Allo scoppio della prima guerra mondiale si offre volontario e viene congedato al termine del conflitto col grado di capitano.
Eletto alla camera per tre legislature, ricopre il ruolo di sottosegretario per l'agricoltura nel primo governo Nitti, nel quinto governo Giolitti e nel primo Facta.
All'avvento del fascismo si ritira a vita privata, per poi ripresentarsi sulla scena politica nell'immediato dopoguerra.
Fece parte della Massoneria, numero di matricola 38.092.